# Philipp Remelé
Philipp Remelé (* 25. Februar 1844 in Euskirchen; † 5. Juli 1883 in Köln) war ein Fotograf und Afrikaforscher.

## Leben
Er wurde als Sohn des Privatlehrers Matthias Remelé und seiner Ehefrau Therese geb. Maissiat geboren. Therese Remelé hatte 1838 das Gut Gastendonk in Kerken bei Geldern geerbt. Die Familie bezog das Gut 1845 und bewirtschaftete es bis 1869. Der spätere Reichsgerichtsrat Ernst Remelé war sein Bruder.
Schon als junger Student der Chemie erlernte Philipp Remelé 1858 in Krefeld die Fotografie und widmete sich ihr ganz, als er sein Studium an der Königlichen Gewerbeakademie 1864 vollendet hatte. Im Gegensatz zu den meisten anderen Fotografen beschäftigte er sich nicht mit der Porträtfotografie, sondern wandte sich der Landschaftsfotografie zu. Bald veröffentlichten verschiedene deutsche Verlage seine Serien vom Harz, dem Thüringer Wald, dem Riesengebirge und der Steiermark. 1869 veröffentlichte Remelé eine Serie Landschaftsaufnahmen vom Niederrhein sowie ein Kurzes Handbuch der Landschafts-Photographie auf nassem Wege. Seine Serie von Stereoskopbildern Der Rhein und seine Umgebungen erschien bei E. Linde in Berlin.

Oberstein

Sie dürfte 1870 oder 1871 entstanden sein, denn 1871 legte Linde im Berliner „Verein zur Förderung der Photographie“ Remelés Ansichten der Remagener Apollinariskirche vor, die sich nach dem Urteil der Mitglieder „durch sehr deutliche Wiedergabe der dort befindlichen Oelgemälde“ auszeichneten. Im Herbst 1870 entstanden die Fotoserien Scenen aus dem Kriegslager Metz 1870, Schlacht-Ruinen bei Metz 1870 und Ruinen aus der Umgebung von Metz.
Bereits 1865 wurden ihm auf der Berliner Photographischen Ausstellung beste Leistungen bescheinigt. Philipp Remelé interessierte sich sehr für technische Fragen, vor allem für das neu entwickelte Trockenplatten-Verfahren, welches wegen seiner hohen Empfindlichkeit und kürzeren Belichtungszeit viele Vorteile gegenüber älteren Verfahren der fotografischen Aufnahme besaß.

### Libysche Expedition
Zu einer neuen Dimension der fotografischen Exkursionen gelangte Remelé 1873, als ihn Gerhard Rohlfs auf Empfehlung von Hermann Wilhelm Vogel, des Vorsitzenden des Berliner „Verein zur Förderung der Photographie“, zu einer Reise in die libysche Wüste mitnahm. Rohlfs hatte zu diesem Zeitpunkt bereits ein bewegtes Leben hinter sich. Nach einem abgebrochenen Medizinstudium und einer Zeit in der französischen Fremdenlegion arbeitete er als Arzt beim Sultan in Fez und lernte dort die arabische Sprache. Vom Abenteurer entwickelte er sich mit der Zeit zum ernsthaften Afrikaforscher. Im Dezember 1873 brach er mit hundert Kamelen und 97 Mann auf, um die libysche Wüste zu erkunden. Teilnehmer der Rohlfschen Expedition waren unter anderem der Geologe Karl Alfred von Zittel, der Geodät Wilhelm Jordan, der Botaniker Paul Ascherson und eben der Fotograf Philipp Remelé, dem zusätzlich die Aufgabe des Proviantmeisters übertragen wurde.
Zweck der Reise waren geographische und archäologische Forschungen. Vor allem sollte geklärt werden, ob sich in der Wüste ein altes Nilbett (Bahr bela ma, Fluss ohne Wasser) befand. Es sollten Karten von dem Gebiet angefertigt werden. Untersucht werden sollte auch die Verbindung der ägyptischen Oasen mit den Kufra-Oasen. Ägypten unterstützte die Expedition finanziell. Zusammen mit Wilhelm Jordan führte Remelé die topographische Aufnahme der Oasen durch. Für seine wissenschaftlichen Verdienste in der Ägyptologie – er fotografierte einen ägyptischen Tempel und dessen Inschriften – wurde er vom Khediven (Vizekönig) Ismail Pascha mit dem Mecidiye-Orden ausgezeichnet.
Mit einer Reihe hochinteressanter vortrefflich gelungener Blätter erregte er nach seiner Rückkehr Aufsehen und Bewunderung in Fachkreisen und in der Öffentlichkeit. Insgesamt machte Remelé etwa 200 Aufnahmen: grüne Oasen, steinige Wüsten, Ausgrabungsstätten, Städte, Wohnhäuser, Männer saßen ihm Porträt. Szenen des täglichen Lebens fehlten wegen der langen Belichtungszeiten.
Remelé stellt 110 Prachtalben zusammen, die an Fürsten, wissenschaftliche Vereine und Gelehrte größtenteils verschenkt wurden. 1875 erhielt Philipp Remelé für Aufnahmen von Landschaften und Bauwerken in der libyschen Wüste eine Silbermedaille in Wien.
Ab 1876 arbeitete er für Oskar Kramer in Wien.

### Reise nach Marokko
Im Jahr darauf nahm er an der von Kaiser Wilhelm entsendeten Gesandtschaft des Residenten Weber nach Marokko teil. Auch aus diesem bis dahin kaum fotografierten Gebiet brachte er 50 bis 60 Aufnahmen mit, unter anderem auch solche von dem Garten und Hause der Kaiserlichen Minister-Residentur.
Im April 1877 berichtet die Zeitschrift „Photographische Mitteilungen“:
„Herr Remelé (…) ist glücklich in Tanger angelangt und hat daselbst mehrere Wochen aufliegen müssen, um die vom Sultan der Expedition entgegen gesendeten Reitthiere zu erwarten. Dieselben sind erst Ende April eingetroffen und haben die Reisenden mit denselben die Expedition landeinwärts angetreten. Herr Remelé hat während seines Aufenthalts in Tanger höchst interessante Gruppenaufnahmen von Eingeborenen gemacht. Zu bemerken ist, dass der Referent der Vossischen Zeitung in Berlin, Herr L. Pietsch, die Expedition begleitet und dieselbe nach einem hier angelangten Schreiben desselben bereits einen guten Theil ihres Weges zurückgelegt hat.“
1878 schreibt die Vereinszeitschrift über eine Sitzung des Berliner „Verein zur Förderung der Photographie“ (1878):
„Herr Philipp Remelé hält einen höchst interessanten Vortrag über seine Reise nach Fez unter Vorlage der sämtlichen von ihm auf dieser Reise aufgenommenen Photographien, die durch die Vortrefflichkeit der Darstellungen von Land und Leuten allgemeine Bewunderung erregen. Der Verein lohnte dem Redner durch reichen Beifall.“
Remelé fertigte zwei Alben für „seine Majestät den Kaiser und das hohe auswärtige Amt“. Alle Bilder von dieser Reise sind verschollen.

### Reise mit derBismarck
1878 nahm Remelé an einer großen Reise auf der Bismarck unter Kapitän Karl August Deinhard teil, die über Südamerika um Kap Hoorn nach Samoa und Australien führte. Die Reise begann am 22. November und führte durch die Magellanstraße in den südlichen Pazifik, wo Tiefseelotungen durchgeführt wurden. Danach ging es nach Raiatea. Dort besuchte man die Königsfamilie um einen Freundschaftsvertrag abzuschließen. Das Schiff fuhr dann nach Bora Bora und Huahine. Am 10. Mai 1879 wurde Apia auf Samoa erreicht. Am 22. Mai begann eine Erkundungsreise durch die Gewässer um die Samoainseln. Am 8. August ging es nach Sydney zu Überholungsarbeiten. Das Schiff sollte das Deutsche Reich auf der Weltausstellung 1880/81 in Melbourne, Australien vertreten. Unterwegs erreichte die Bismarck jedoch ein dringender Hilferuf aus Samoa, wo ein Konflikt zwischen der Bevölkerung, der deutschen und britischen Kolonialmacht ausgebrochen war. Durch die Anwesenheit der Bismarck wurde die Installierung von Malietoa Talavou als Oberhaupt aller Samoaner erzwungen.
Auf der Rückreise geriet das Schiff in einen schweren Sturm und lief Sydney zu Reparaturarbeiten an. Nun konnte die Bismarck doch noch an der Weltausstellung teilnehmen. Das Schiff lief danach peruanische und chilenische Häfen an und verließ am 18. Juli Chile. Kap Hoorn wurde umrundet, und es ging weiter über Port Stanlay auf den Falklandinseln nach Plymouth. Am 30. September 1880 erreichte das Schiff Wilhelmshaven.
Remelé berichtet in den „Photographische Mitteilungen“ 1881 in einem mehrseitigen Bericht über seine Erfahrungen über die Photographie auf Seereisen. Er sei vor zwei Jahren mit Bismarck zu einer Reise in die Südsee, nach Australien und Südamerika gestartet und im vorigen Herbst zurückgekehrt.
1880 erfolgt in derselben Zeitschrift die Besprechung seines Buches Kurzes Handbuch der Landschafts-Photographie. Nach seiner Reise mit der Bismarck arbeitete Remelé in Breslau und Köln.
Unerwartet starb er am 5. Juli 1883 in Köln, noch keine vierzig Jahre alt, vermutlich durch Suizid. Ob dabei eine Augenverletzung, die er sich 1879 während der Reise nach Samoa und Australien durch Ammoniak zugezogen hatte eine Rolle spielte oder die wohl nicht besonders gute wirtschaftliche Lage, ist nicht bekannt.

## Werke
- Kurzes Handbuch der Landschafts-Photographie auf nassem Wege, 1869
- Landschaftsaufnahmen vom Niederrhein, fotografische Serie, 1869
- Der Rhein und seine Umgebungen, fotografische Serie
- Scenen aus dem Kriegslager Metz 1870, fotografische Serie, 1870
- Schlacht-Ruinen bei Metz 1870, fotografische Serie, 1870
- Ruinen aus der Umgebung von Metz, fotografische Serie, 1870
- Fotografien aus der libyschen Wüste: Expedition des Afrikaforschers Gerhard Rohlfs in den Jahren 1873/74 fotografiert von Philipp Remelé. Ed. Temmen, Bremen 2002, ISBN 3-86108-791-X
- Kurzes Handbuch der Landschafts-Photographie, Verlag Robert Oppenheim, Berlin 1880
- Erfahrungen über die Photographie auf Seereisen In: Photographische Mitteilungen, 1881